# Basket Alcamo 2000-2001
La stagione 2000-2001 del Basket Alcamo è stata la terza consecutiva disputata in Serie A2 femminile.
Sponsorizzata dall'Ilg, la società trapanese si è classificata al quinto posto in A2.

## Verdetti stagionali
Competizioni nazionali
- Serie A2:

stagione regolare: 5º posto su 14 squadre (15-11).

## Rosa
| Giocatrici |
| ---------- |

| N° | Naz.              | Ruolo | Sportivo       | Anno | Alt. |  |
| -- | ----------------- | ----- | -------------- | ---- | ---- |  |
|    | Italia (bandiera) | PG    | Nancy Scozzari | 1980 | 170  |  |
|    | Italia (bandiera) |       | Giordani       |      |      |  |
|    | Italia (bandiera) |       | Dominici       |      |      |  |
|    | Italia (bandiera) |       | Ferrara        |      |      |  |
|    | Italia (bandiera) | A     | Simona Adorni  | 1975 | 185  |  |
|    | Italia (bandiera) |       | Castagna       |      |      |  |
|    | Italia (bandiera) |       | Trovato        |      |      |  |
|    | Italia (bandiera) |       | Narcisi        |      |      |  |
|    | Italia (bandiera) |       | Spallino       |      |      |  |
|    | Italia (bandiera) |       | Parchisi       |      |      |  |
|    | Italia (bandiera) |       | D'Angelo       |      |      |  |

| Staff tecnico          |
| ---------------------- |
| Allenatore: Vito Amato |